# Bruixa de ponent
La bruixa de ponent (Chazara prieuri) és una espècie de lepidòpter papilionoïdeu de la família dels nimfàlids (Nymphalidae) present als Països Catalans.

## Distribució
S'estén pel nord-oest d'Àfrica, al Marroc i Algèria, i a la meitat est de la península Ibèrica, a les províncies d'Osca, Saragossa, Madrid, Conca, Guadalajara, Terol, Alacant, Albacete, Múrcia i Granada. Absent de les principals illes mediterrànies.

## Descripció
Envergadura alar d'entre 45 i 60 mm. Dimorfisme sexual evident, en ser la femella clarament més gran i en tenir el mascle una taca beix prop de la base de l'ala anterior. Anvers de color bru fosc, amb una franja blanca a la part exterior, la qual es veu interrompuda per les venes a l'ala anterior i que és gairebé contínua a l'ala posterior, tot i que més difusa. La femella presenta tres ocels negres dins de la banda blanca a l'ala anterior, mentre que el mascle només en té dos. Revers de l'ala anterior de color grisós amb la banda blanca i els ocels ben visibles, i dues taques negres prop de la base. La femella presenta tons més ataronjats al revers de l'ala anterior. Revers de l'ala posterior marronós amb una franja més clara a la part exterior i les venes blanques. Marge de l'ala posterior fistonat en ambdós sexes. A la península Ibèrica, aproximadament el 50% de les femelles presenten tons ataronjats al revers (forma uhagonis).

## Hàbitat
Barrancs secs, càlids i rocallosos amb presència d'arbustos, i vessants pedregosos en boscos de coníferes esclarissats. Rang altitudinal des dels 1200 m fins als 2000 m al nord d'Àfrica i des dels 900 m fins als 1450 m a la península Ibèrica. L'eruga s'alimenta de Lygeum spartum, tot i que en captivitat accepta altres gramínies, com Festuca ovina i Poa annua.

## Període de vol i hibernació
Vola en una única generació al juny i juliol al nord d'Àfrica i entre mitjans de juliol i mitjans d'agost a la península Ibèrica. Hiberna com a eruga.

## Espècies ibèriques similars
- Bruixa petita (Chazara briseis)